# Shāhzādeh Moḩammad
Shāhzādeh Moḩammad (persiska: دَربِ گُنبَد, درب گنبد, شاهزاده محمد) är en ort i Iran.   Den ligger i provinsen Lorestan, i den västra delen av landet, 500 km sydväst om huvudstaden Teheran. Shāhzādeh Moḩammad ligger 987 meter över havet och antalet invånare är 2 119.
Terrängen runt Shāhzādeh Moḩammad är kuperad åt sydost, men åt nordväst är den platt. Runt Shāhzādeh Moḩammad är det ganska tätbefolkat, med 52 invånare per kvadratkilometer. Shāhzādeh Moḩammad är det största samhället i trakten. Omgivningarna runt Shāhzādeh Moḩammad är i huvudsak ett öppet busklandskap.